# Буслаева (деревня)
Буслаева — деревня в Пермском крае России.
Входит в Кудымкарский муниципальный округ в рамках организации местного самоуправления и в Кудымкарский район в рамках административно-территориального устройства края.

## География
Расположена у левого берега реки Муртым, в 32 километрах к югу от города Кудымкара.

## История
С 2005 до 2019 гг. деревня входила в Ленинское сельское поселение Кудымкарского муниципального района.
По данным на 1 июля 1963 года, в деревне проживало 77 человек. Населённый пункт входил в состав Ленинского сельсовета.

## Население
| 2010 |
| ---- |
| 9    |

По данным Всероссийской переписи населения 2010 года, в деревне проживало 9 человек (8 мужчин и 1 женщина).